# Ralf Grabsch
Ralf Grabsch (Wittenberg, 7 aprile 1973) è un dirigente sportivo ed ex ciclista su strada tedesco.
È il fratello maggiore di Bert Grabsch, a sua volta ciclista.

## Palmarès

### Strada
- 1994 (Dilettanti, una vittoria)

7ª tappa Corsa della Pace (Šumperk > Hradec Králové)
- 1995 (Dilettanti, una vittoria)

12ª tappa Commonwealth Bank Classic
- 1996 (P.S.V. Köln, una vittoria)

Classifica generale Hessen-Rundfahrt
- 1997 (P.S.V. Köln, tre vittorie)

Köln-Schuld-Frechen
6ª tappa Giro della Bassa Sassonia (Osterode am Harz > Königslutter am Elm)
3ª tappa - 2ª semitappa Bayern Rundfahrt (Bayreuth > Bayreuth)
- 1998 (Team Gerolsteiner, una vittoria)

3ª tappa Tour du Poitou-Charentes (Jarnac > Chauvigny)
- 1999 (Team Telekom, due vittorie)

3ª tappa Ster ZLM Toer (Berg en Terblijt > Theux)
Classifica generale Ster ZLM Toer
- 2006 (Team Milram, una vittoria)

3ª tappa Bayern Rundfahrt (Übersee > Bad Birnbach)

#### Altri successi
- 1998 (Team Gerolsteiner)

Rund durch Unna-Osterrennen
- 1999 (Team Telekom)

Criterium Montabaur
- 2001 (Team Telekom)

Criterium Altenkirchen
- 2004 (Team Wiesenhof)

City Night Rhede
- 2006 (Team Milram)

1ª tappa Cologne Classic (cronosquadre)
Rund um den Magdeburger Dom
- 2007 (Team Milram)

Rund um die Wittenberger Altstadt
- 2008 (Team Milram)

Rund um das Michelstädter Rathaus

## Piazzamenti

### Grandi Giri
- Giro d'Italia

2002: 111º
- Tour de France

2006: 102º
2007: 116º
2008: 123º
- Vuelta a España

1999: 87º
2000: 89º

### Classiche monumento
- Giro delle Fiandre

2000: 48º
2002: ritirato
2005: 72º
2006: 70º
2007: 36º
2008: 52º
- Parigi-Roubaix

2000: ritirato
2001: ritirato
2002: ritirato
2006: 30º
2007: 15º
2008: 26º

### Competizioni mondiali
- Campionati del mondo

Agrigento 1994 - Cronosquadre maschile: 3º
Verona 1999 - In linea Elite: ritirato
Plouay 2000 - In linea Elite: 67º